# Unione Sportiva Vibonese Calcio
L'Unione Sportiva Vibonese Calcio S.r.l., meglio nota come Vibonese, è una società calcistica italiana con sede nella città di Vibo Valentia. Milita in Serie D, la quarta divisione del campionato italiano.

## Storia

### Dagli albori agli anni cinquanta
Il 27 Giugno del 1928 nacque l'Unione Sportiva Vibonese da una costola di due identità precedenti del calcio locale: l'Ischia Monteleone e la Luigi Razza che nella prima fase della sua attività partecipò a competizioni e tornei non ufficiali.
Durante la seconda guerra mondiale, tra il 1943 e il 1945, nacquero a Vibo Valentia i Diavoli Rossi Vibo, che seguirono le gesta della storica Luigi Razza degli anni trenta. Dal campionato di Prima Divisione 1945-1946 si tornò alla denominazione originale. La prima partita ufficiale disputata dalla Vibonese, datata 6 gennaio 1946 contro l'Unione Sportiva Vigor Nicastro (oggi Vigor Lamezia), venne rinviata per pessime condizioni del campo e recuperata in seguito il 17 marzo, con i rossoblù che s'imposero con il risultato di 3-2.
La formazione titolare era composta da: Campilongo, Passalacqua, La Gamba, Vita, Pugliesi, Cefaly, La Grotteria, Facciolo, Montesanti, Marzano e Trimboli; i quali, festeggiarono la loro prima vittoria contro la Paolana con il risultato di 5-3, il 10 febbraio 1946.

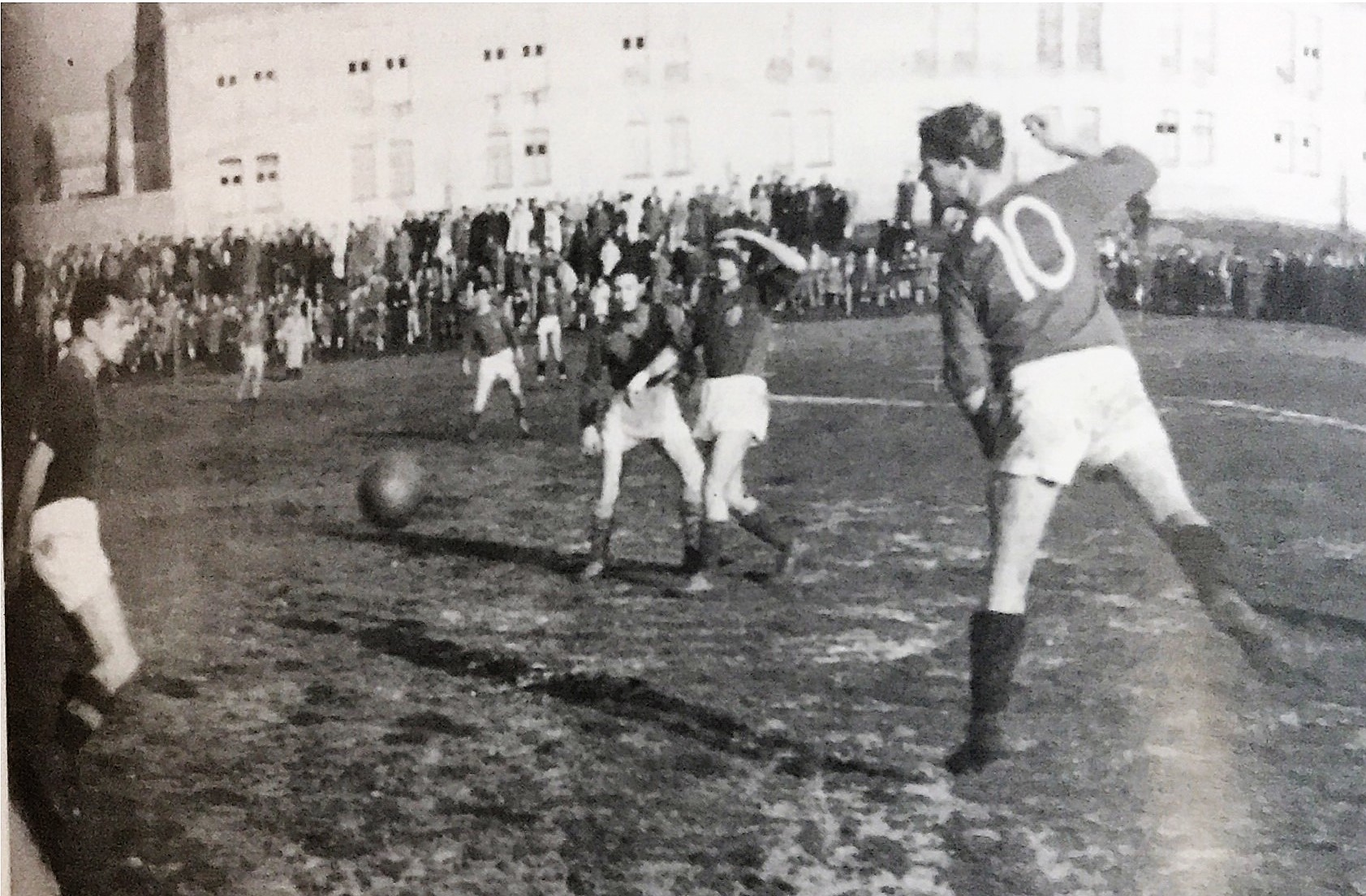
Azione di gioco in Vibonese-Paolana 5-3, prima gara ufficiale vinta dalla Vibonese.

Il primo campionato ufficiale dei rossoblù, si chiuse con un settimo posto in classifica e la vittoria del "Premio Disciplina" per la correttezza agonistica dimostrata nell'arco della stagione dai giocatori vibonesi.

### Dagli anni cinquanta agli anni settanta
Gli anni cinquanta, rappresentarono per la Vibonese il punto di partenza di una storia che la consacrerà tra le protagoniste del calcio regionale. La scalata dei rossoblù partì il 7 gennaio 1951 con l'avvento alla presidenza della società dell'ingegnere Leonardo Macrì che si avvalse di validi alleati come Antonino Murmura e Umberto Sacco in panchina che successivamente diventerà uomo di fiducia e futuro collaboratore di Gianni Di Marzio. Nell'organico della stagione di Prima Divisione 1950-1951 figurarono tra tutti i vibonesi: Giovanni Lico, Francesco Figliano e Ubaldo Di Giovanni che guidarono la formazione ipponica a uno storico salto in Promozione Interregionale, il 1º luglio 1951 nello scontro decisivo con la Cariatese vinto per due reti a uno.

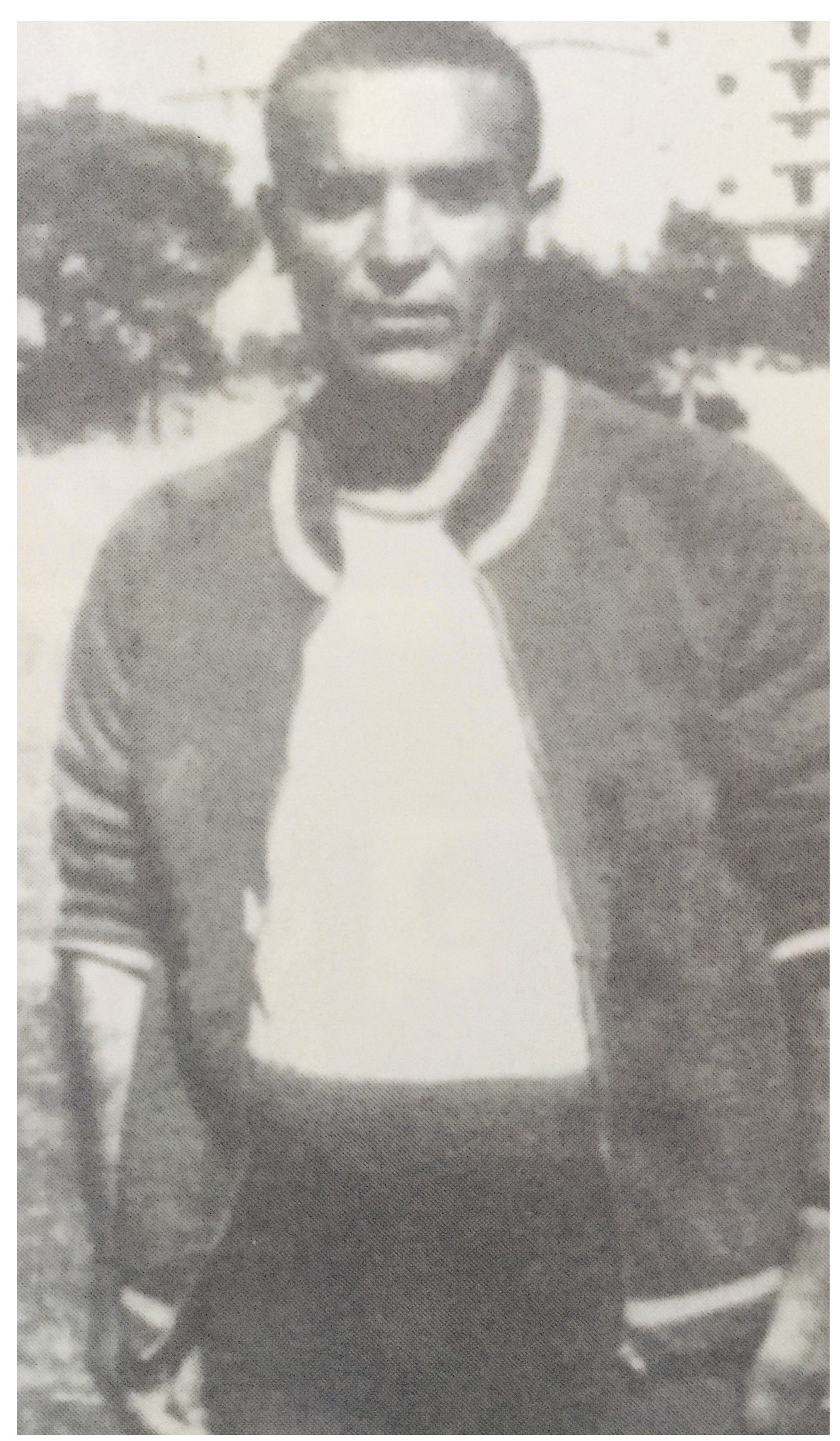
L'allenatore Umberto Sacco nella stagione 1950-1951.

La prima partecipazione al campionato di Promozione 1951-1952 si aprì con cambiamenti importanti grazie agli arrivi dall’Arsenale Messina del portiere Lanzafama; dei difensori Faleo, Falanca e Morano; dei centrocampisti Rodolisso e Fucà e degli attaccanti Villari e D’Andrea. Il nuovo allenatore fu Ermenegildo Andrian che portò i rossoblù in settima posizione con sedici vittorie, sette pareggi e undici sconfitte ma non bastò alla Vibonese per l'ammissione nella neonata Quarta Serie istituita nel 1952 a seguito della riforma dei campionati.
Nel campionato successivo e nelle successive quattro stagioni, i monteleonesi ripartirono sempre dal campionato regionale di Promozione arrivando a più riprese tra le prime posizioni della classifica fino alla stagione 1953-1954 quando, guidati dall’attaccante Giuseppe Trento, arrivarono a giocarsi il match decisivo valevole per la promozione in Quarta Serie allo stadio Luigi Razza di Vibo Valentia il 28 marzo 1954 contro la Gioiese perdendo a tavolino l'incontro a seguito del comportamento minaccioso dei giocatori rossoblù che protestarono per l’annullamento di un gol.
La stagione 1956-1957 segnò un cambiamento epocale con Riccardo Silvestri al timone del club e Giuseppe Trento a cui venne affidata la fascia di capitano, che proprio in queste stagioni diede il meglio di sé risultando tra i migliori cannonieri rossoblù insieme con Leonardo Pachì, che chiuse l’annata calcistica con 26 gol alle spalle del bomber Giovanni Fanello e un quinto posto che valse l'ammissione al Campionato Dilettanti.
Nell'annata successiva, la squadra di Ulisse Giunchi dopo sei anni nelle categorie regionali, conquistò una storica promozione nel Campionato Interregionale ma l'esperienza nella massima categoria dilettantistica nazionale durò appena un anno, e i rossoblù retrocessero a causa delle inadempienze economiche riscontrate a seguito della crisi finanziaria che colpì la società.
Il 13 gennaio 1960, il vecchio sodalizio ripartì dal campionato di Seconda Categoria Calabria con la denominazione di Unione Sportiva Limonappia Vibonese che da subito risalì in Prima Categoria.

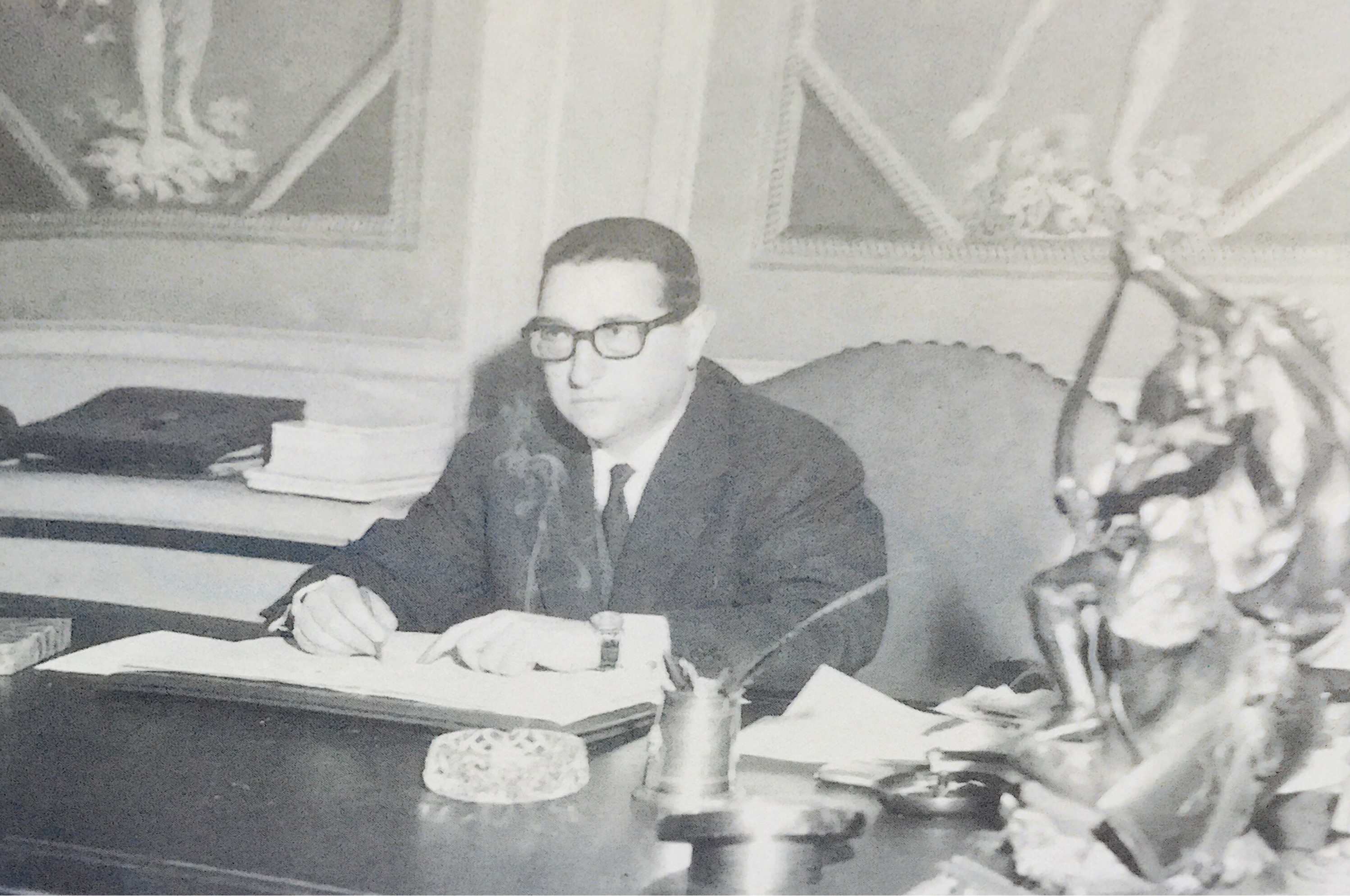
L'avvocato Attilio Pata, presidente della Vibonese dal 1966 al 1973.

Dopo tre campionati di fila nel campionato di Prima Categoria Calabria, nell'agosto del 1964 nacque la Società Sportiva Nuova Vibonese che acquisì il titolo sportivo della società precedente Oratorio Salesiano Vibo e i colori sociali rossoblù. Protagonisti di questo passaggio di consegne furono l'avvocato Giorgio Moschella e il professore Feliceantonio La Torre.
Al termine del campionato di Prima Categoria Calabria 1965-1966, con l'avvento alla presidenza di Attilio Pata, avvocato originario di Mileto, la società strinse un gemellaggio con il Milan facendo arrivare a Vibo Valentia giovani ambiziosi provenienti dal vivaio rossonero, poi, nella stagione 1966-1967 la squadra dopo aver concluso al 3º posto nel girone B della Prima Categoria Calabria conquistò la Serie D grazie a un ripescaggio, ma il cammino fu breve e l'annata successiva grazie a un ultimo posto in classifica segnò il ritorno in Prima Categoria dei monteleonesi.

### Dagli anni settanta agli anni duemila

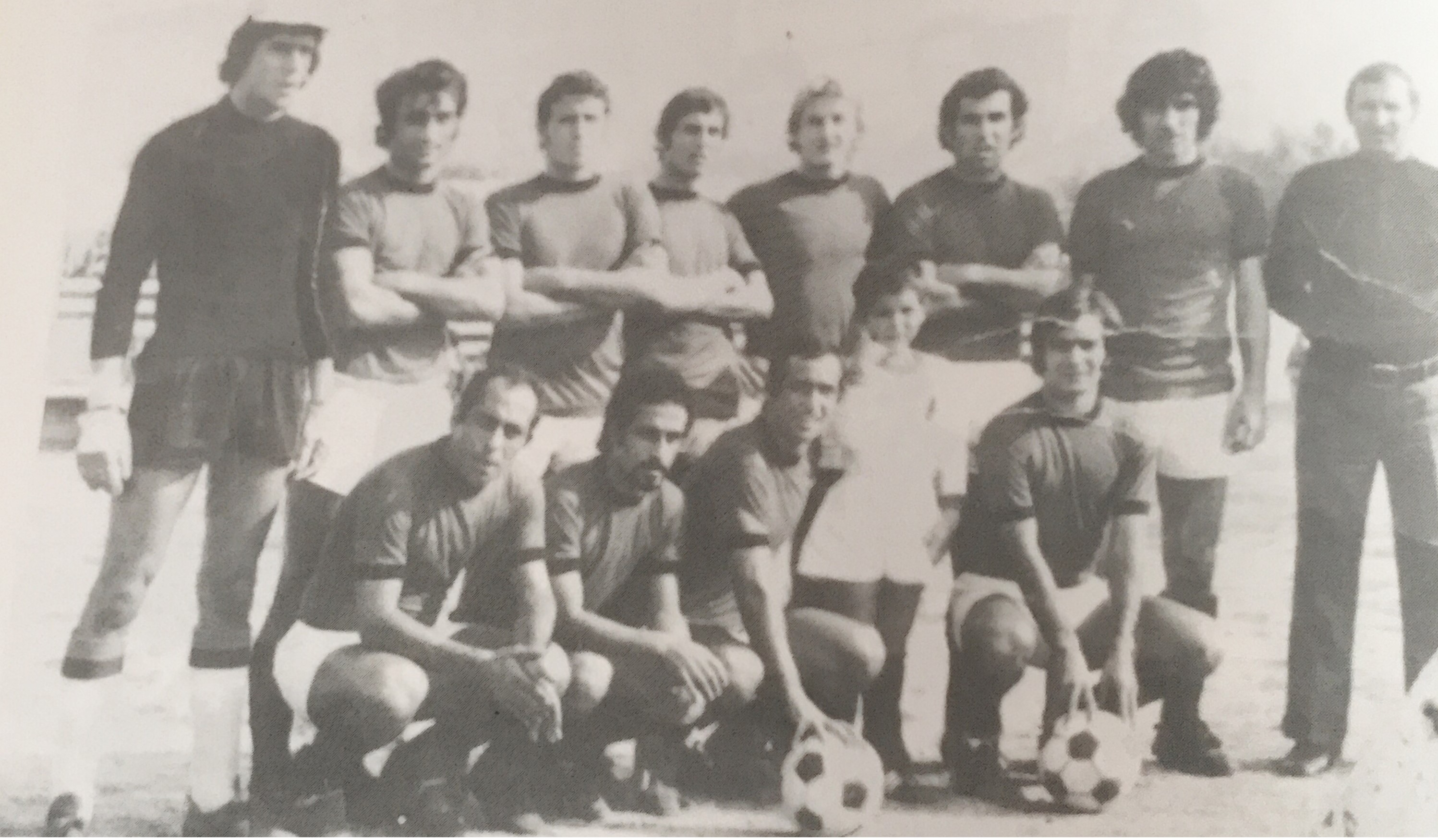
Formazione della Vibonese nella stagione 1972-1973.

Nelle stagioni 1970-1971 e 1971-1972 la guida tecnica della squadra venne affidata all'ex difensore di Alessandria e Mantova, Aurelio Gerin che dopo due campionati conclusi nelle posizioni alte della classifica lasciò la panchina a Walter Costa che al termine del campionato di Promozione Calabria 1972-1973 riportò gli ipponici in Serie D dopo lo spareggio vinto contro la Paolana e culminato nello scontro decisivo contro la Morrone Cosenza con il gol di Franco Cittadino al novantesimo minuto. Gli artefici di questa promozione, oltre a Cittadino furono tra tutti Carmelo Cosentino e Giosuele La Grotteria che concluse il campionato con quattordici reti segnate.
Dopo cinque campionati consecutivi in Serie D, nella stagione 1977-1978, la Vibonese dopo un lustro nella massima categoria dilettantistica, retrocesse in Promozione rimanendoci per tre stagioni di fila. Il quinquennio fu scandito da partite di cartello contro il Messina, il Cosenza e l'Igea Virtus, nonché dalla presenza di tecnici che hanno segnato un'epoca quali Rodolfi e De Pietri; e di calciatori che per la loro capacità sono diventati dei simboli per la squadra e la tifoseria, come Nilo, Nisticò, il già citato capitano Carmelo Cosentino, Cortese, Cantagalli, Di Fatta, D'Ascola, Laurendi, Pidone, De Vito, Scibetta, Beccaria e il bomber La Grotteria.

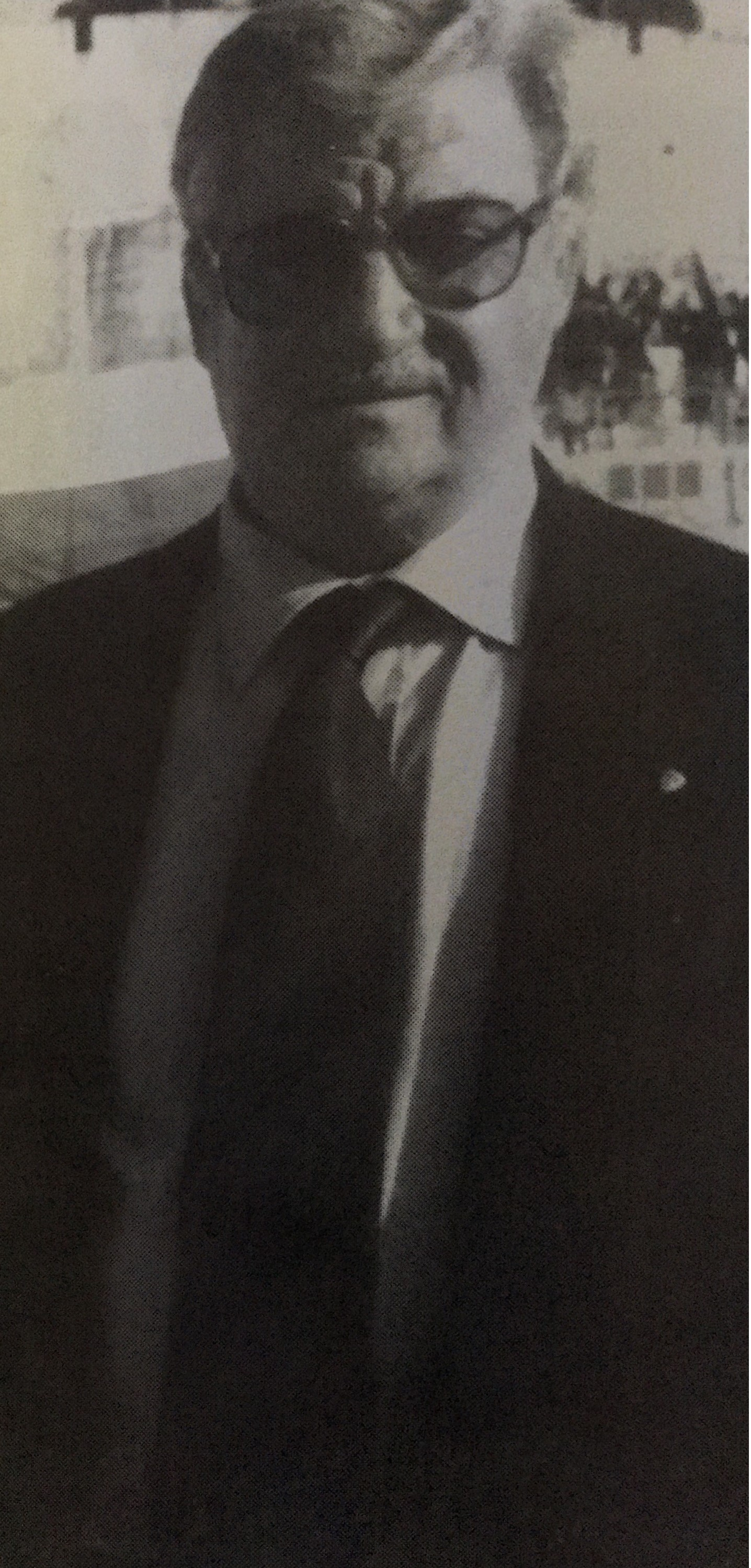
Il vecchio presidente Carmelo Fuscà, già allenatore dei rossoblù.

A partire dalla stagione in Promozione Calabria 1980-1981, grazie alla politica del presidente, nonché ex giocatore della Vibonese, Carmelo Fuscà che puntò sui giovani talenti locali, i rossoblù dopo aver disputato un buon campionato e un'ottima Coppa Italia Dilettanti persa in finale contro l'Internapoli, vennero ripescati in Serie D dove rimasero per otto anni di fila e in cui esplose il terzino sinistro Maurizio Codispoti ceduto poi all'Enna per 42 milioni di lire insieme con altri giocatori come: Trapasso, De Grazia, De Sensi, Sacchetti e Consoli. Nell'anno della retrocessione, maturata al termine del Campionato Interregionale 1987-1988 a seguito della vendita della società per 150 milioni di lire atti a ripianare i debiti accumulati, i monteleonesi retrocessero in Promozione e Fuscà lasciò la presidenza del club.
Dagli anni novanta in poi, per la Vibonese incominciò la caduta in verticale all'indietro fino ad arrivare al campionato di Prima Categoria Calabria, seguita da una risalita vertiginosa fino a recuperare il tempo perduto e il blasone impolverato ma mai annullato.

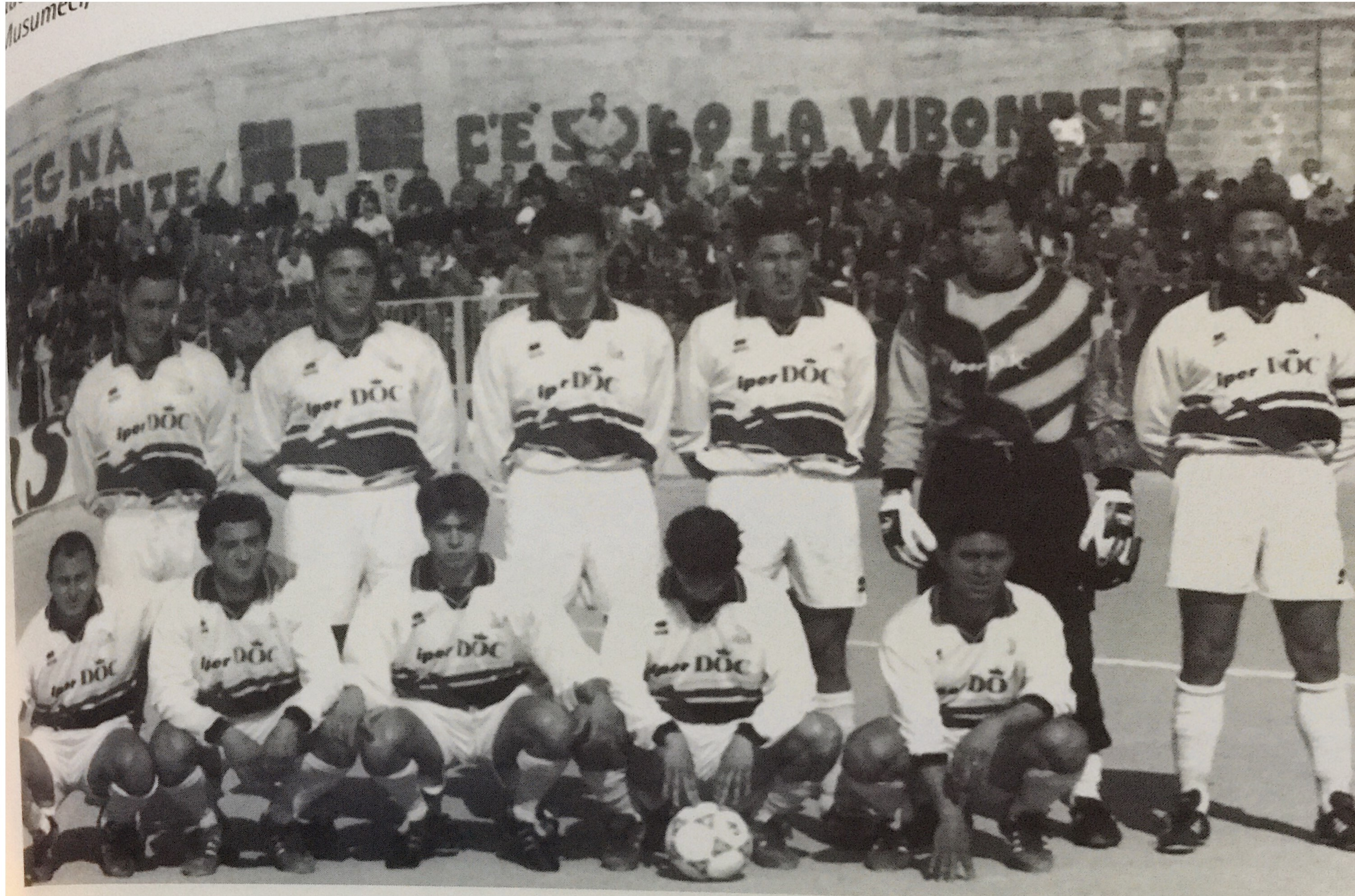
Formazione della Vibonese nella stagione 1997-1998.

Il 16 febbraio 1997, la squadra rossoblù tornò agli onori della cronaca, vincendo la Coppa Italia Dilettanti Calabria nel match decisivo disputato contro il Bagaladi e terminato col risultato di 2-0 grazie alle marcature di Cordiano e Cambareri.
Nella stagione di Eccellenza Calabria 1997-1998, si ripropose il duello tra Vibonese e Siderno con la squadra ipponica che ottenne la riconquista del massimo campionato dilettantistico con un rientrante Bruno Jacoboni in panchina e una schiera di calciatori dal grande cuore e dalle indubbie qualità come Marino, Rosati e Musumeci. Inoltre, sempre nella stessa annata, i rossoblù vinsero altresì la Supercoppa Calabria, ottenuta dopo aver battuto il San Calogero e il Sambiase in un triangolare disputato allo stadio Luigi Razza.
Da allora, dalla stagione 1998-1999 nel Campionato Nazionale Dilettanti, rinominato successivamente Serie D seguirono otto annate fino alla stagione 2005-2006.

### Gli anni duemila

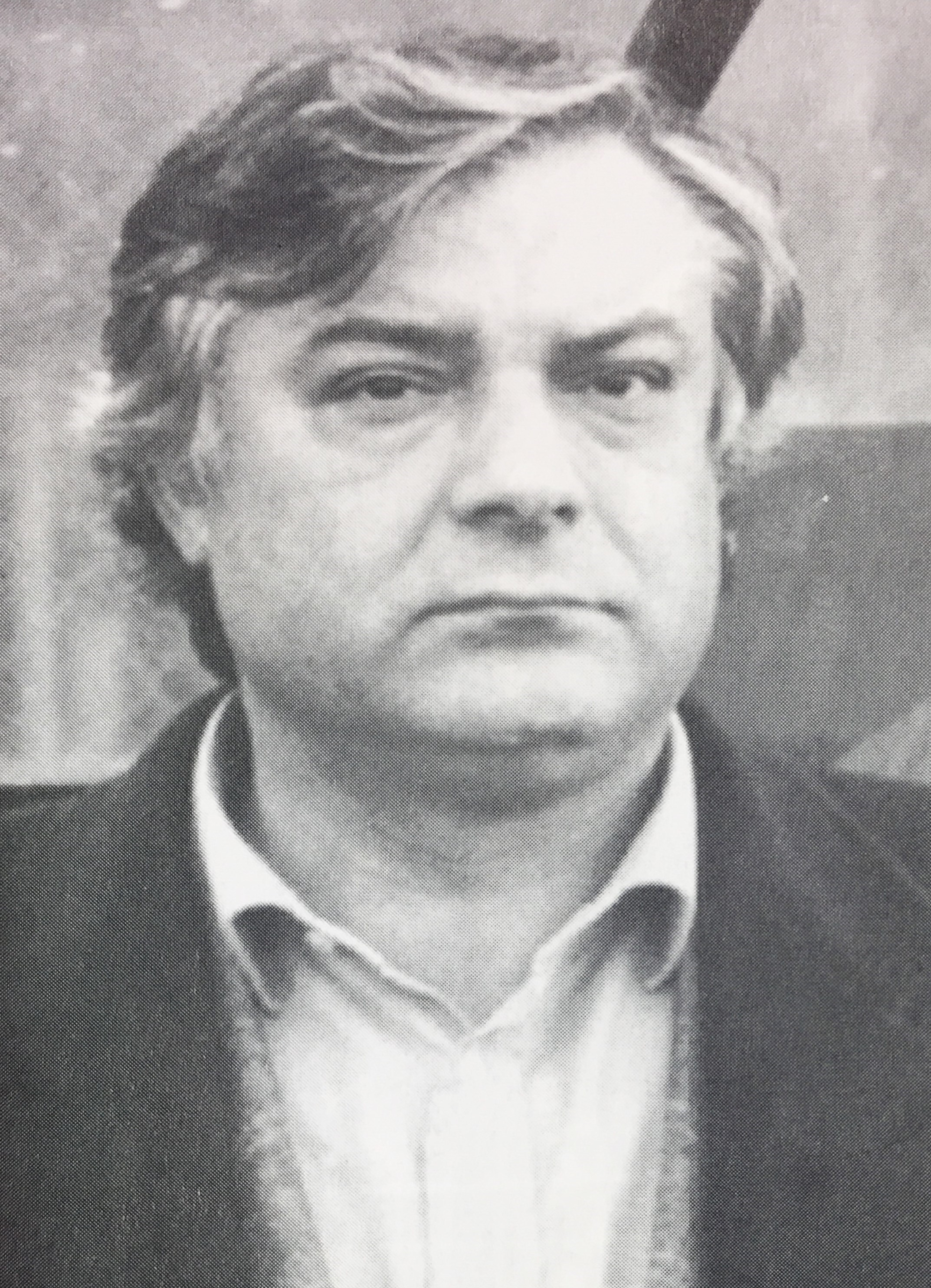
Il presidente Santino Gurzillo, artefice della storica promozione in Serie C2 della Vibonese.

Al termine della stagione 2000-2001, dopo una sfiorata promozione in Serie C2, il consiglio d'amministrazione nominò alla presidenza del sodalizio l'avvocato nativo della città di Vibo Valentia, Santino Gurzillo che puntò alla valorizzazione dei giovani talenti del vivaio rossoblù e il direttore sportivo Massimo Mariotto.
Per il campionato di Serie D 2002-2003, la squadra affidata ad Angelo Galfano vide la promozione in prima squadra delle giovani promesse del calcio calabrese come Fanelli e Nesci che dopo aver disputato un ottimo girone d'andata, il 23 febbraio 2003 dopo aver battuto la Vigor Lamezia si portò in zona play-off. I rossoblù, tuttavia, videro un calo di forma precipitando nelle zone basse della classifica con un solo punto di vantaggio sul Corigliano. Il cammino per la salvezza, si fece impervio tanto che per ottenere la salvezza matematica, la Vibonese perse per 3 a 1 contro il Trapani al Polisportivo Provinciale di Erice e complice la vittoria del Corigliano sulla Rossanese, i rossoblù dovettero affrontare i play-out per giocarsi le chances di rimanere in Serie D.
Nelle gare di andata e ritorno dei play-out, i monteleonesi dovettero affrontare il Lentini, ma nell'andata in Sicilia, i padroni di casa, il 25 maggio 2003 vinsero con il risultato di 2-0. Al ritorno in Calabria, allo stadio Oreste Granillo di Reggio Calabria, gli ipponici rimontarono la partita e si salvarono vincendo 3 a 1 grazie alla doppietta di Giacalone e al gol di Catalano dopo il momentaneo vantaggio dei siciliani.
La Serie C2 venne centrata nel 2006, grazie a un ripescaggio, avvenuto al termine di un campionato di Serie D concluso al secondo posto alle spalle del Sorrento e con la vittoria nei play-off contro il Sapri prima e il Cosenza dopo che ne sancisce l'entrata nel calcio professionistico dopo quasi 80 anni di storia.
Nel campionato 2006-2007 la compagine rossoblù raggiunse la salvezza dopo una stagione caratterizzata da numerose vicissitudini culminate con l'esonero di mister Mauro Zampollini (il mister della promozione in Serie C2) e l'arrivo in panchina di Salvatore Di Somma.
Nella stagione 2007-2008 la Vibonese non riuscì a evitare i play-out per evitare la retrocessione e il doppio confronto con l'Andria si chiuse con due speculari vittorie esterne per 1-0, che grazie al miglior risultato nella "regular season" valsero la salvezza per gli ipponici.

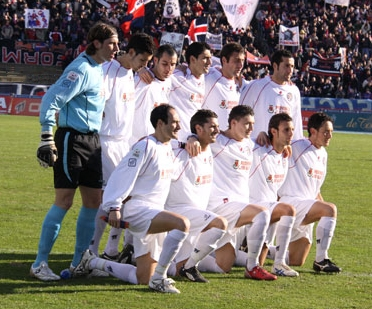
La formazione della Vibonese schierata al San Vito, prima del derby contro il Cosenza del campionato 2008-2009.

Nella stagione 2008-2009 il campionato di Serie C2 cambiò denominazione in Lega Pro Seconda Divisione e i rossoblù chiusero il girone di andata con 24 punti restando così nell'alta-media classifica, ma nel girone di ritorno conquistarono solo 10 punti che la fecero sprofondare al 16º posto in classifica condannandola per il secondo anno consecutivo ai play-out. Questa volta per evitare la retrocessione si presentò di fronte al Val di Sangro e il doppio confronto con la squadra abruzzese si concluse con due vittorie di cui la prima partita allo stadio Luigi Razza di Vibo Valentia con la vittoria per 1-0 e una settimana dopo ad Atessa, i rossoblù batterono il Val di Sangro per 2-1 che valse la salvezza per la squadra allenata da mister Galfano.
Nella stagione 2009-2010 la Vibonese si classificò al 16º posto in classifica, al termine di una stagione tribolata. La certezza della permanenza in Lega Pro Seconda Divisione dovette passare, dunque, per il terzo anno consecutivo, dai play-out. Sul campo neutro di Monopoli, i calabresi vinsero col risultato di 3-0 nella prima partita contro il Noicattaro e persero il ritorno per 1-0, conquistando così, ancora una volta, la permanenza in Lega Pro Seconda Divisione.

### Gli anni duemiladieci
La squadra è stata affidata per la stagione 2010-2011 all'allenatore toscano Marco Tosi. Nella stagione 2011-2012 vengono ingaggiati il duo Ferrante-Viola e la società si riorganizza a livello societario con l'ingresso di nuovi soci.
Il 5 aprile 2012 la squadra viene affidata ad Alfonso Ammirata per le ultime cinque partite. La compagine calabrese non riesce a uscire dalla zona play-out e il 10 agosto 2012 contro il Mantova, dopo il pareggio a reti bianche in casa, allo Stadio Danilo Martelli subisce un 4-0 che relega la Vibonese in Serie D dopo sei stagioni consecutive trascorse nella Lega Pro.
Nelle successive due stagioni, dopo un primo anno terminato in zona play-off per il ritorno nella terza serie calcistica, la Vibonese retrocesse in Eccellenza. Il ritorno in Serie D fu immediato, grazie alla vittoria nei play-off nazionali, dopo aver eliminato Sessana e Real Metapontino. Nel campionato di Serie D 2015-2016 i calabresi vengono inseriti nel girone I. Al termine del campionato si classificano quinti, venendo estromessi dai play-off dalla Frattese. Nonostante ciò, il 4 agosto 2016 la Federazione ufficializza il ripescaggio in Lega Pro per completamento organici.
Il campionato di Lega Pro 2016-2017 è il primo di terza serie della storia della compagine calabrese. Nonostante un inizio discreto, a cavallo fra i due gironi vi sarà una crisi di risultati che renderà vana l'imponente serie positiva di risultati inanellati nel finale di campionato, condannando la Vibonese alla disputa dei play-out. La doppia sfida si risolve a favore del Catanzaro, che si guadagna la permanenza nella categoria a spese dei vibonesi.
Il 24 agosto 2017 la Corte d'Appello Federale accoglie il ricorso presentato dalla società contro presunte irregolarità commesse dal Messina, disponendo la retrocessione del sodalizio peloritano (che comunque non si era iscritto al successivo torneo) all'ultimo posto del campionato di Lega Pro 2016-2017, permettendo così la permanenza nella rinnovata Serie C al club calabrese. Il giudizio, però, è poi annullato dal Collegio di Garanzia del CONI.
La stagione di Serie D 2017-2018, per i rossoblù vide un lungo testa a testa per il primo posto contro il Troina, dove il 13 maggio 2018 dopo aver concluso la stagione a pari merito con i siciliani, nello spareggio finale, la Vibonese conquistò la promozione in Serie C vincendo ai calci di rigore.
Nel campionato di Serie C 2018-2019, alla seconda partecipazione in terza serie per la compagine calabrese, i rossoblu dopo un ottimo girone di andata e un discreto girone di ritorno, raggiunsero senza problemi la salvezza in campo.
Dopo 4 anni di permanenza nel campionato di Serie C, nella stagione 2021-2022 i rossoblu giungono all'ultimo posto in classifica dopo un campionato altalenante e retrocedono in Serie D con una giornata d'anticipo a causa di distacco maggiore di 8 punti con la quart'ultima in classifica. Di conseguenza, i playout tra le due squadre non si disputeranno.

## Strutture

### Stadio
La squadra, disputa le proprie partite casalinghe allo stadio Luigi Razza, avente una capienza massima di 6 000 posti a sedere.

### Centro di allenamento
La Vibonese svolge le sue sedute di allenamento nel campo adiacente allo stadio Luigi Razza.

## Società

Logo sociale in uso fino al 2016

L'U.S. Vibonese Calcio è una società a responsabilità limitata con sede in Via Piazza D'Armi a Vibo Valentia. Presidente del club è Giuseppe Giovanni Caffo.
A cavallo fra gli anni duemila e duemiladieci la società ebbe un accordo con l'associazione no profit MioTeam, nata per sostenere, gestire online il club e finanziarlo con tutte le quote degli iscritti all'associazione. L'idea nacque dal successo del progetto Inglese Myfootballclub che acquistò un vero club calcistico in 20.000 tifosi. L'obiettivo della partnership era quello di sostenere la Vibonese, nelle scelte societarie, nella programmazione sportiva e strategica con la detenzione di quote societarie comprese fra il 5% e il 25%, partecipando attivamente alla vita della squadra e alle decisioni del Consiglio di Amministrazione.

### Organigramma societario
Dal sito internet ufficiale della società.
- Giuseppe Caffo - Presidente
- Antonello Gagliardi - Amministratore Delegato
- Domenico Arena - Vice Presidente
- Elena Fuscaldo - Consigliere
- Francesco Ramondino - Direttore Sportivo
- Nicolino Vaccaro - Segretario Sportivo
- Daniele Cipollina - Responsabile Marketing
- Alessio Bompasso - Addetto Stampa

## Diffusione nella cultura di massa
Il 21 maggio del 2000 la Vibonese esordì in schedina. Era il concorso numero 43, comprendente Serie B, Serie C e Campionato Nazionale Dilettanti, del Totogol. La partita contro il Ragusa, che per la cronaca vinsero gli ipponici per quattro reti a tre, occupava la casella numero 20.

## Allenatori e presidenti
Di seguito la cronologia degli allenatori e dei presidenti.
- 1928-1948 ...
- 1948-1949  Morano
 Gennaro Rescigno
- 1949-1950  Gennaro Rescigno
- 1950-1951  Umberto Sacco
- 1951-1953  Ermenegildo Andrian
- 1953-1955  Andrea Campana
- 1955-1957  Philippe Fuchs
- 1957-1959  Ulisse Giunchi
- 1959-1960  Andrea Campana
- 1960-1965 ...
- 1965-1966  Vittorio Masci
- 1966-1967  Vittorio Masci
 Dante Lacorata
- 1967-1968  Dante Lacorata
- 1968-1969  Domenico Mercuri
- 1969-1970  Antonio Sestito
- 1970-1972  Aurelio Gerin
- 1972-1973  Walter Costa
- 1973-1975  Giancarlo Rodolfi
- 1975-1976  Tommaso De Pietri
- 1976-1977  Olmes Neri
 Golinelli
 De Vito
- 1977-1978  Riva
 Mannino
- 1978-1979  Rodolfi
 Pulvirenti
- 1979-1980  Domenico Mercuri
 Carmelo Fuscà
- 1980-1981  Carlo Marino
 Carmelo Fuscà
- 1981-1982  Bruno Jacoboni
- 1982-1983  Tommaso De Pietri
- 1983-1984  Bruno Jacoboni
- 1984-1985  Mariani
 Piero Baroncini
- 1985-1986  Tommaso De Pietri
- 1986-1987  Pasquale Vasinton
 Tommaso De Pietri
- 1987-1988  Antonio Cortese
- 1988-1989  Antonio Cortese
 Tommaso De Pietri
- 1989-1990  Pasquale Vasinton
 Guerino Amoroso
 Barbieri
- 1990-1991  Bruno Miletta
 Carmelo Cosentino
 Antonio Cortese
- 1991-1992  Baroni
 Curcio
- 1992-1993  Ruccella
 Lepanto
- 1993-1994  De Rito
 Fortuna
- 1994-1995  Nicola Sergi
- 1995-1996  Domenico Varrà
 Bruno Laurendi
- 1996-1999  Bruno Jacoboni
- 1999-2000  Bruno Jacoboni
 Tonino Figliomeni[15][16]
- 2000-2001  Marcello Pasquino
- 2001-2002  Marcello Pasquino
 Guglielmo Bacci
- 2002-2003  Angelo Galfano
- 2003-2005  Gabriele Geretto
- 2005-2006  Mauro Zampollini
- 2006-2007  Mauro Zampollini
 Salvatore Di Somma
- 2007-2008  Salvatore Di Somma
- 2008-2010  Angelo Galfano
- 2010-2011  Marco Tosi
- 2011-2012  Elio Ferrante e  Franco Viola (1ª-35ª)
 Alfonso Ammirata (36ª-40ª e play-out)
- 2012-2013  Antonio Soda
- 2013-2014  Antonio Soda (1ª-10ª)
 Alfonso Ammirata (11ª-34ª)
- 2014-2016  Gaetano Di Maria
- 2016-2017  Francesco Massimo Costantino[17] (1ª-21ª)
 Salvatore Campilongo (22ª-38ª e play-out)
- 2017-2018  Salvatore Campilongo (1ª-12ª)
 Nevio Orlandi (13ª-34ª e spareggio)
- 2018-2019  Nevio Orlandi
- 2019-2020  Giacomo Modica
- 2020-2021  Angelo Galfano (1ª-24ª)
 Giorgio Roselli (25ª-38ª)
- 2021-2022  Gaetano D'Agostino (1ª-21ª)
 Nevio Orlandi (22ª)
 Gaetano D'Agostino (23ª-26ª)
 Nevio Orlandi (27ª-38ª)
- 2022-2023  Giacomo Modica
- 2023-2024  Antonio Buscè
- 2024-  Michele Facciolo

- 1928-1948 ...
- 1948-1950  Leonardo Macrì
- 1950-1956  Antonino Murmura
- 1956-1960  Riccardo Silvestri
- 1960-1966  Giorgio Moschella
- 1966-1973  Attilio Pata
- 1973-1975  Emilio Baroni
- 1975-1978  Antonino Murmura
- 1978-1988  Carmelo Fuscà
- 1988-1989  Maccarone
- 1989-1991  Natale
- 1991-1993  Scarcia
- 1993-2002  Carmelo Fuscà
- 2002-2009  Santino Gurzillo
- 2009-  Giuseppe Giovanni Caffo

## Calciatori
Alcuni fra i calciatori che dopo aver indossato la casacca della Vibonese hanno raggiunto l'Europa League, Serie A o Serie B sono stati: Ali Sowe, Andrea Nesti, Roberto Pidone, Alessandro Fabbro, Pietro De Sensi, Salif Dianda, Maurizio Codispoti, Francesco Modesto, Giampaolo Ciarcià, Souleymane Doukara.

### Capitani
- Antonio Cortese (196?-1974)[22]
- Carmelo Cosentino (1974-1991)[22]
- Giacinto Grillo (1991-199?)[23]
- Giovanni Cordiano (199?-2008)[23]
- Gaetano Di Mauro (2008-2010)[15]
- Giuseppe Geraldi (2010-2011)[15]
- Alessandro Caridi (2011-2012)[15]
- Cosimo Cosenza (2012-2016)[24]
- Andrea Saraniti (2016-2017)[25]
- Kenneth Obodo (2017-2019)[26]
- Sergio Bubas (2019-2020)
- Alex Redolfi (2020-2021)
- Enrico Santelli (2021-2022)
- Salvatore Tazza (2022-2023)
- Marco Baldan (2023-2024)
- Vittorio Favo (2024-2025)

## Palmarès

### Competizioni nazionali
- Serie D: 1

2017-2018 (girone I)

### Competizioni regionali
- Prima Divisione: 1

1950-1951
- Eccellenza: 1

1997-1998
- Promozione: 2

1996-1997 (girone B), 1972-1973
- Seconda Categoria: 1

1960-1961
- Coppa Italia Dilettanti Calabria: 1

1996-1997

## Statistiche e record

### Partecipazione ai campionati
Campionati nazionali
| Livello | Categoria                       | Partecipazioni | Debutto   | Ultima stagione | Totale |
| ------- | ------------------------------- | -------------- | --------- | --------------- | ------ |
| 3º      | Lega Pro                        | 1              | 2016-2017 | 2016-2017       | 5      |
| 3º      | Serie C                         | 4              | 2018-2019 | 2021-2022       | 5      |
| 4º      | Promozione                      | 1              | 1951-1952 | 1951-1952       | 20     |
| 4º      | Campionato Interregionale       | 1              | 1958-1959 | 1958-1959       | 20     |
| 4º      | Serie D                         | 12             | 1967-1968 | 2025-2026       | 20     |
| 4º      | Serie C2                        | 2              | 2006-2007 | 2007-2008       | 20     |
| 4º      | Lega Pro Seconda Divisione      | 4              | 2008-2009 | 2011-2012       | 20     |
| 5º      | Campionato Interregionale       | 7              | 1981-1982 | 1987-1988       | 17     |
| 5º      | Campionato Nazionale Dilettanti | 1              | 1998-1999 | 1998-1999       | 17     |
| 5º      | Serie D                         | 9              | 1999-2000 | 2013-2014       | 17     |

La Vibonese ha partecipato a un totale di 42 campionati a livello nazionale, di cui 11 a carattere professionistico tra Serie C/Lega Pro e Serie C2/Lega Pro Seconda Divisione.
Campionati regionali
| Livello | Categoria             | Partecipazioni | Debutto   | Ultima stagione | Totale |
| ------- | --------------------- | -------------- | --------- | --------------- | ------ |
| 1º      | Prima Divisione       | 4              | 1945-1946 | 1950-1951       | 29     |
| 1º      | Promozione            | 13             | 1952-1953 | 1989-1990       | 29     |
| 1º      | Campionato Dilettanti | 1              | 1957-1958 | 1957-1958       | 29     |
| 1º      | Prima Categoria       | 9              | 1959-1960 | 1969-1970       | 29     |
| 1º      | Eccellenza            | 2              | 1997-1998 | 2014-2015       | 29     |
| 2º      | Seconda Categoria     | 1              | 1960-1961 | 1960-1961       | 5      |
| 2º      | Prima Categoria       | 1              | 1990-1991 | 1990-1991       | 5      |
| 2º      | Promozione            | 3              | 1991-1992 | 1996-1997       | 5      |
| 3º      | Prima Categoria       | 3              | 1992-1993 | 1994-1995       | 3      |

La Vibonese ha partecipato a un totale di 37 campionati a livello regionale.

### Partecipazione alle coppe
| Competizione            | Partecipazioni | Debutto   | Ultima stagione | Totale |
| ----------------------- | -------------- | --------- | --------------- | ------ |
| Coppa Italia Serie C    | 5              | 2006-2007 | 2021-2022       | 10     |
| Coppa Italia Lega Pro   | 5              | 2008-2009 | 2016-2017       | 10     |
| Scudetto Serie D        | 1              | 2017-2018 | 2017-2018       | 1      |
| Coppa Italia Serie D    | 15             | 1999-2000 | 2025-2026       | 15     |
| Coppa Italia Dilettanti | 9              | 1966-1967 | 1980-1981       | 9      |

### Statistiche individuali
I calciatori che hanno collezionato il maggior numero di presenze con la maglia della Vibonese sono Carmelo Cosentino, Giovanni Cordiano, Antonio Cortese, Raffaele Fuscà, Giacinto Grillo, Giuseppe Trento e Dino Nilo.
Il giocatore che ha indossato più a lungo la casacca rossoblù è Carmelo Cosentino, che portò al braccio la fascia di capitano per oltre quindici anni. Debuttò in prima squadra nella stagione 1967-1968. Collezionò oltre 500 presenze in venticinque anni, fino al termine della stagione 1990-1991, nella quale abbandonò il calcio giocato. Giacinto Grillo, centrocampista, disputò con la Vibonese quindici stagioni, molte da capitano, racimolando oltre 400 presenze. Giovanni Cordiano debuttò in rossoblù nel campionato di Promozione 1996-1997. Lasciò la Vibonese nella stagione 2007-2008, dopo aver collezionato 364 presenze e messo a segno 34 reti. Pino Trento, mezzala, racimolò oltre 150 presenze in maglia rossoblù. Fece il suo debutto nel campionato di Promozione 1953-1954. Durante la sua esperienza, mise a segno 130 reti, cosa che ne fa anche uno dei calciatori più prolifici di sempre della Vibonese.
Dino Nilo fu uno storico portiere della Vibonese. Difese i pali della porta rossoblù per sedici anni. Antonio Cortese, terzino, altro storico capitano della formazione ipponica, trascorse dodici anni in rossoblù, dal 1963 fino al termine del campionato di Serie D 1973-1974. Raffaele Fuscà, centrocampista, disputò dodici stagioni con la casacca della Vibonese: nove a partire dal suo debutto nel 1963-1964 fino al termine del campionato di Promozione 1971-1972 e altre tre comprese fra le stagioni 1978-1979 e 1980-1981.
Antonio Orefice, difensore, è stato il giocatore ad aver disputato più partite con la Vibonese nei campionati professionistici. Conta 119 presenze in quattro anni, dal 2006-2007 al 2009-2010, e due reti.

Enzo Consoli, qui ritratto in compagnia del mister Tommaso De Pietri, considerato il miglior calciatore di sempre ad aver vestito la casacca rossoblù.

Il giocatore più prolifico di sempre della storia della Vibonese è Enzo Consoli. Lasciò il calcio a soli 27 anni dopo aver disputato dieci stagioni con oltre 15 reti di media a ogni campionato.
La Vibonese, durante il campionato di Serie D 2001-2002, non subì reti fino alla settima giornata del girone di andata. A difendere i pali della porta rossublu c'era il portiere Aniello Mancon. Il suo record fu violato da Giuseppe Tortora durante il derby contro il Corigliano.
Giuseppe Moro detiene il curioso record di stagioni trascorse in panchina. Fu infatti preparatore dei portieri per nove anni, a partire dalla stagione 2002-2003 fino a campionato di Lega Pro Seconda Divisione 2010-2011.

## Tifoseria

### Storia

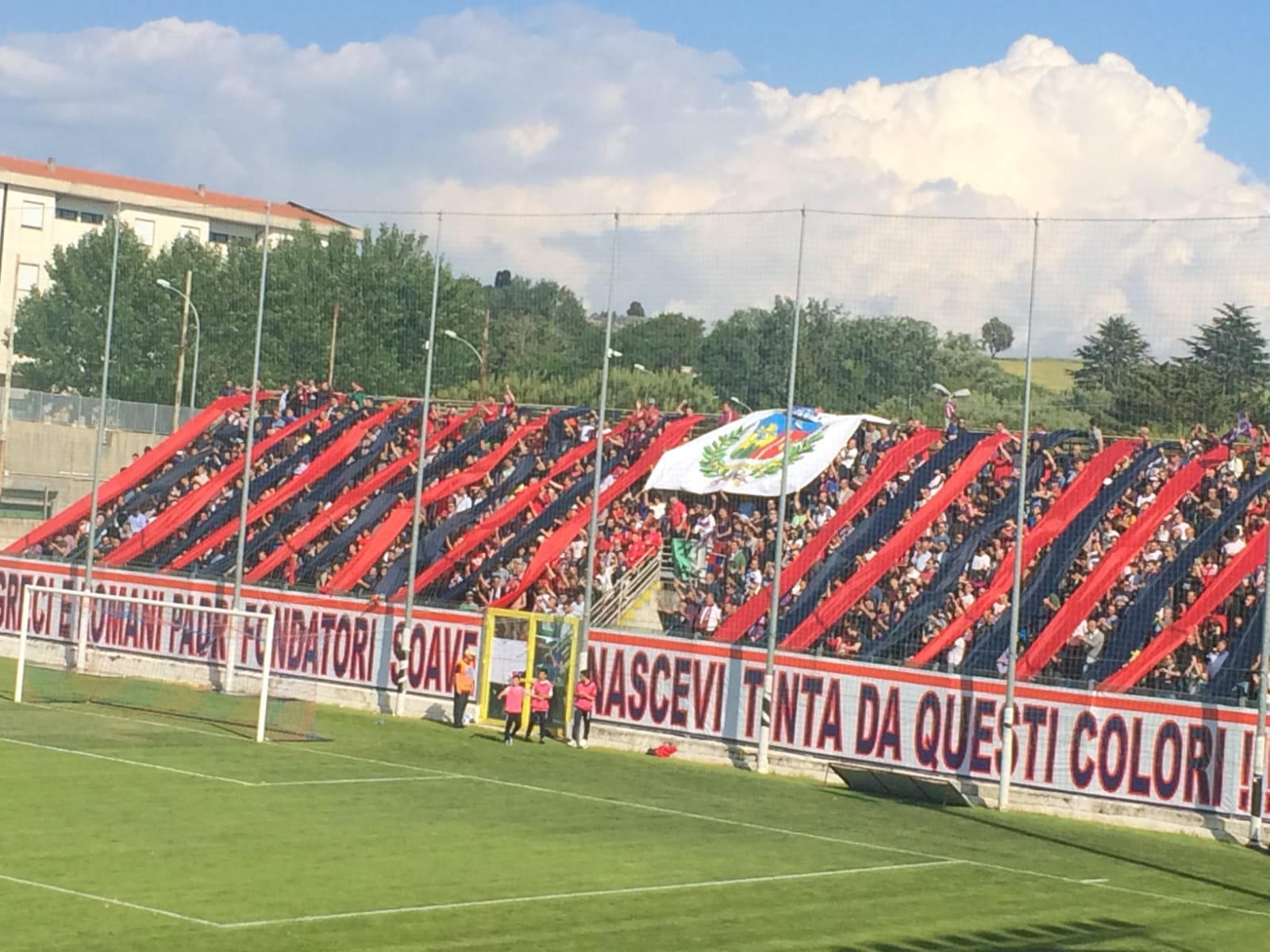
Tifosi vibonesi in azione nel 2017

Durante gli anni trascorsi nelle categorie regionali e dilettantistiche, la formazione ipponica poteva vantare un ottimo seguito di tifosi considerando anche il ristretto bacino d'utenza. 
Con la storica promozione in Serie C2, arrivata al culmine della stagione 2005-2006, le presenze allo stadio erano certificate da numeri discreti. Tuttavia, causa repressione e restrizioni, dalla stagione seguente ha avuto inizio un trend negativo, che ha portato tale media da oltre 1.300 spettatori a partita del primo anno di professionismo, a poco più di cinquecento nella stagione 2011-2012. A tal proposito, il Corriere dello Sport, in un articolo del 2012, ha voluto appunto sottolineare l'improvviso abbandono dei quattromila tifosi che affollavano le gradinate del Luigi Razza.
Come accennato in precedenza, in passato gli ultras di Vibo hanno dimostrato una certa indole intemperante che ha portato a violenti scontri con opposte fazioni e al susseguirsi di arresti e Daspo.
Per quanto riguarda la tifoseria organizzata, nel corso degli anni i gruppi ultras che hanno occupato la curva est dello stadio Luigi Razza sono stati gli Ultras Vibonese 1995 Original Fans, non più presenti in curva ma sempre attivi nel sociale. Altri gruppi furono gli Irriducibili 2001, gli Ultras Lions 2009, gli Old Fans, la Vecchia Guardia, i Supporters, il collettivo Curva Est Vibo Valentia e gli Est 1928. Un altro gruppo organizzato vibonese sono stati i Cani Sciolti, formati da un gruppo di professionisti e padri di famiglia che contribuivano al tifo organizzato dalla tribuna coperta.
Fra gli esodi da ricordare, si annovera quello datato 17 giugno 1973. In occasione del match contro l'Emilio Morrone Cosenza, giocato a Gioia Tauro, che avrebbe consegnato alla Vibonese la promozione in Serie D, furono tremila i tifosi ipponici che raggiunsero la Piana. Più recentemente, il 22 aprile 2001, in occasione del match esterno contro il Paternò, oltre mille vibonesi attraversarono lo Stretto di Messina, divisi fra dieci pullman e circa cento auto. Il 1° giugno 2003, a causa della squalifica dello stadio cittadino, la Vibonese dovette spostarsi al stadio Oreste Granillo di Reggio Calabria per disputare la partita contro il Lentini, decisiva ai fini della salvezza. Gli ipponici per l'occasione furono spinti da oltre quattromila tifosi che raggiunsero la città dello stretto.
Attualmente non risulta attivo alcun gruppo organizzato.

### Gemellaggi e rivalità
La tifoseria ipponica intrattiene rapporti di amicizia con le tifoserie di Catanzaro, Casalnuovo, Virtus Rosarno, Reggina e Locri (ex gemellaggio tra U.V.95 e Pessimi Elementi Locri).
Esiste anche una vecchia amicizia con i tifosi della Rossanese.
Rapporti di stima e rispetto reciproco con la tifoseria del Siracusa, nati nei campionati dilettantistici, ufficialmente nel 2002, e rinsaldati recentemente nel 2023 con un omaggio floreale da parte di una delegazione di ultras rossoblù al da poco scomparso Carmelo Rametta, storico fondatore del gruppo ultras aretuseo South Landers sotto la curva Anna. Nel finale di partita valevole per lo scudetto di Serie D 2017-2018 che vede contrapposte Pro Patria e Vibonese, a seguito dell'invasione di alcuni tifosi biancoblu sul terreno di gioco si assiste ad un confronto tra bustocchi e vibonesi che mette in allarme le forze dell'ordine presenti, ma che si risolve con complimenti reciproci da cui derivano buoni rapporti con la tifoseria lombarda.
Rivalità vi sono invece con le tifoserie della Vigor Lamezia (le due portacolori calabresi, separate soltanto da 30 chilometri di autostrada, si sono affrontate per oltre trenta volte, tra Serie C2, Serie D e Promozione, incontri segnati spesso da incidenti), del Cosenza (risalente alla prima metà degli anni duemila) e del Castrovillari (anni duemila). Vecchi attriti sono quelli con il Milazzo.
Negli ultimi anni screzi con la tifoseria dell'Ebolitana.